# ياسمين الجميعي
ياسمين الجميعي (مواليد 12 يونيو 1999) هي لاعبة كرة قدم تونسية تلعب في مركز لاعبة وسط لنادي الصقور السعودي والمنتخب التونسي للسيدات.

## المسيرة الكروية
لعبت الجميعي مع النجم الرياضي الساحلي في تونس.
في ديسمبر 2021، انتقلت إلى تركيا وانضمت إلى فاتح وطن سبور في إسطنبول للمشاركة في الدوري التركي الممتاز للسيدات 2021-22. وفي النصف الثاني من الموسم، انتقلت إلى كيريتشبورن سبور. في 17 أكتوبر 2022، غادرت تركيا للانضمام إلى الأهلي السعودي في السعودية.

## المسيرة الدولية
شاركت الجميعي مع المنتخب التونسي على المستوى الدولي، بما في ذلك الفوز في مباراتين وديتين خارج الديار ضد الأردن في يونيو 2021.
| التاريخ                       | المكان                             | الخصم                         | المسابقة                              | النتيجة                       | الأهداف المسجلة               |
| منتخب تونس لكرة القدم للسيدات | منتخب تونس لكرة القدم للسيدات      | منتخب تونس لكرة القدم للسيدات | منتخب تونس لكرة القدم للسيدات         | منتخب تونس لكرة القدم للسيدات | منتخب تونس لكرة القدم للسيدات |
| ----------------------------- | ---------------------------------- | ----------------------------- | ------------------------------------- | ----------------------------- | ----------------------------- |
| 20 فبراير 2020                | ملعب الكرم، الكرم (تونس)، تونس     | الجزائر                       | بطولة اتحاد شمال أفريقيا للسيدات 2020 | تعادل 1–1                     | 1                             |
| 27 أغسطس 2021                 | ملعب أكاديمية الشرطة، القاهرة، مصر | السودان                       | كأس العرب للسيدات 2021                | فوز 12–1                      | 1                             |

## وصلات خارجية
- ياسمين الجميعي  على فيسبوك.
- ياسمين الجميعي على إنستغرام